# Yazd (flygplats)
Yazd är en flygplats i Iran. Den ligger i den centrala delen av landet, 500 km sydost om huvudstaden Teheran. Yazd ligger 1 235 meter över havet.
Terrängen runt Yazd är platt, och sluttar norrut. Runt Yazd är det ganska tätbefolkat, med 83 invånare per kvadratkilometer. Närmaste större samhälle är Yazd, 8,6 km öster om Yazd. Runt Yazd är det i huvudsak tätbebyggt.